# العلاقات الجيبوتية المصرية
العلاقات الجيبوتية المصرية هي العلاقات الثنائية التي تجمع بين جيبوتي ومصر.

## مقارنة بين البلدين
هذه مقارنة عامة ومرجعية للدولتين:
| وجه المقارنة                                              | جيبوتي                    | مصر           |
| --------------------------------------------------------- | ------------------------- | ------------- |
| المساحة (كم2)                                             | 23.20 ألف                 | 1.01 مليون    |
| عدد السكان (نسمة)                                         | 956.99 ألف                | 94.80 مليون   |
| الكثافة السكانية (ن./كم²)                                 | 41.25                     | 93.86         |
| العاصمة                                                   | جيبوتي                    | القاهرة       |
| اللغة الرسمية                                             | لغة فرنسية، اللغة العربية | اللغة العربية |
| العملة                                                    | فرنك جيبوتي               | جنيه مصري     |
| الناتج المحلي الإجمالي (بليون دولار)                      | 1.84 مليار                | 235.37 مليار  |
| الناتج المحلي الإجمالي (تعادل القوة الشرائية) بليون دولار | 3.10 مليار                | 998.67 مليار  |
| الناتج المحلي الإجمالي الاسمي للفرد دولار أمريكي          | 1.95 ألف                  | 3.61 ألف      |
| الناتج المحلي الإجمالي للفرد دولار أمريكي                 | 3.27 ألف                  |               |
| مؤشر التنمية البشرية                                      | 0.470                     | 0.690         |
| رمز المكالمات الدولي                                      | +253                      | +20           |
| رمز الإنترنت                                              | .dj                       | .eg، .مصر     |
| المنطقة الزمنية                                           | ت ع م+03:00               | ت ع م+02:00   |

## مدن متوأمة
في ما يلي قائمة باتفاقيات التوأمة بين مدن جيبوتية ومصرية:
- ترتبط جيبوتي مع السويس باتفاقية توأمة.

## منظمات دولية مشتركة
يشترك البلدان في عضوية مجموعة من المنظمات الدولية، منها:
| علم المنظمة | اسم المنظمة                                                | تاريخ انضمام جيبوتي | تاريخ انضمام مصر |
| ----------- | ---------------------------------------------------------- | ------------------- | ---------------- |
|             | وكالة ضمان الاستثمار متعدد الأطراف                         | 12 يناير 2007       | 12 أبريل 1988    |
|             | الأمم المتحدة                                              | 20 سبتمبر 1977      | 24 أكتوبر 1945   |
|             | العملية المشتركة للاتحاد الأفريقي والأمم المتحدة في دارفور | ?                   | 31 يوليو 2007    |
|             | جامعة الدول العربية                                        | 4 سبتمبر 1977       | 22 مارس 1945     |
|             | صندوق النقد العربي                                         | ?                   | 27 أبريل 1976    |
|             | منظمة التعاون الإسلامي                                     | ?                   | 25 سبتمبر 1969   |
|             | منظمة التجارة العالمية                                     | ?                   | 30 يونيو 1995    |
|             | منظمة الشرطة الجنائية الدولية                              | ?                   | 7 سبتمبر 1923    |
|             | الاتحاد الأفريقي                                           | ?                   | 9 يوليو 2002     |
|             | البنك الإفريقي للتنمية                                     | ?                   | 10 سبتمبر 1964   |
|             | الصندوق العربي للإنماء الاقتصادي والاجتماعي                | ?                   | 16 مايو 1968     |
|             | مؤسسة التنمية الدولية                                      | 1 أكتوبر 1980       | 26 أكتوبر 1960   |
|             | يونسكو                                                     | 31 أغسطس 1989       | 22 يناير 1947    |
|             | الاتحاد البريدي العالمي                                    | ?                   | ?                |
|             | البنك الدولي للإنشاء والتعمير                              | 1 أكتوبر 1980       | 27 ديسمبر 1945   |
|             | الاتحاد الدولي للاتصالات                                   | 22 نوفمبر 1977      | 9 ديسمبر 1876    |
|             | مؤسسة التمويل الدولية                                      | 1 أكتوبر 1980       | 20 يوليو 1956    |

## وصلات خارجية
- موقع وزارة الخارجية المصرية